# 智性 (印度教)
智性，梵語名詞，在梵語中是一個陰性名詞，陽性形態為Buddha（意為覺醒、了解、知識，佛陀與佛性皆是源自此字根）。在印度教與瑜伽哲學中，智性與梵（意為真實或實相）同在，比理性或意識更為高層。它相當於柏拉圖主義所說的智性。在印度神話中，象頭神的妻子也叫Buddhi。